# Aretha In Paris
| Críticas profissionais        | Críticas profissionais |
| Avaliações da crítica         | Avaliações da crítica  |
| Fonte                         | Avaliação              |
| ----------------------------- | ---------------------- |
| AllMusic                      | [ 1 ]                  |
| The Rolling Stone Album Guide | 3 de 5 estrelas.       |

Aretha in Paris é um álbum gravado ao vivo da cantora americana de soul e lenda da música negra Aretha Franklin, lançado em 1968. O álbum foi gravado em Paris, França, em 7 de maio de 1968. Alcançou o top 20 da parada de álbuns da Billboard . Foi relançado em CD pela Rhino Records na década de 1990. Billboard Hot 100. 

## Track listing
1. "(I Can't Get No) Satisfaction" (Mick Jagger, Keith Richards)
2. "Don't Let Me Lose This Dream" (Franklin, Teddy White)
3. "Soul Serenade" (Luther Dixon, Curtis Ousley)
4. "Night Life" (Willie Nelson, Walt Breeland, Paul Buskirk)
5. "Baby, I Love You" (Jimmy Holiday, Ronnie Shannon)
6. "Groovin'" (Eddie Brigati, Felix Cavaliere)
7. "(You Make Me Feel Like) A Natural Woman" (Carole King, Gerry Goffin, Jerry Wexler)
8. "Come Back Baby" (Ray Charles)
9. "Dr. Feelgood (Love Is a Serious Business)" (Franklin, Teddy White)
10. "(Sweet Sweet Baby) Since You've Been Gone" (Franklin, Teddy White)
11. "I Never Loved a Man (The Way I Love You)" (Ronnie Shannon)
12. "Chain of Fools" (Don Covay)
13. "Respect" (Otis Redding)

## Ficha Técnica
- Aretha Franklin - vocal e piano.
- Carolyn Franklin - backing vocal
- Charnessa Jones - backing vocal
- Wyline Ivey - backing vocal
- Jerry Weaver - guitarra
- Gary Illingworth - piano
- George Davidson - bateria
- Ron Jackson - trompete
- David Squire - saxofone barítono
- Donald "Buck" Waldon - saxofone tenor
- Charlie Gabriel - saxofone tenor
- Donald Townes - trompete
- Little John Wilson - trompete
- Miller Brisker - saxofone tenor
- Rene Pitts - trombone
- Rodderick Hicks - baixo
- Russell Conway - trompete

## Desempenho
| Chart (1968)                            | Peak position |
| --------------------------------------- | ------------- |
| Estados Unidos (Billboard 200)          | 13            |
| Estados Unidos (Top R&B/Hip Hop Albums) | 2             |